# Òrrius

Położenie gminy na mapie comarki Maresme

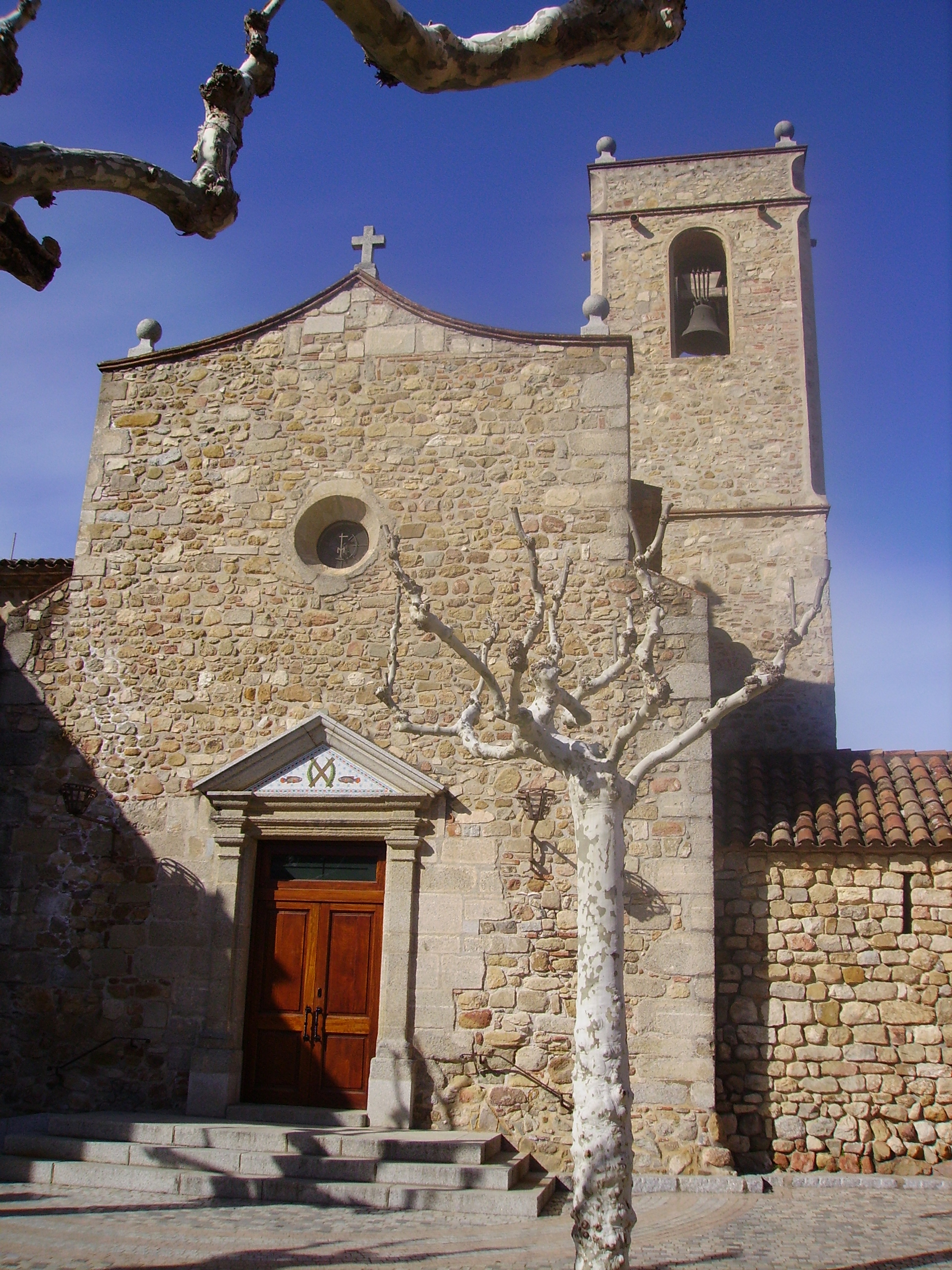
Kościół św. Andrzeja w Òrrius

Òrrius – gmina w Hiszpanii,  w Katalonii, w prowincji Barcelona, w comarce Maresme.
Powierzchnia gminy wynosi 5,66 km². Zgodnie z danymi INE, w 2006 roku liczba ludności wynosiła 295, a gęstość zaludnienia 52,12 osoby/km². Wysokość bezwzględna gminy równa jest 269 metrów.
W Òrrius znajduje się kościół św. Andrzeja z XVI wieku.
| 1900 | 1930 | 1950 | 1970 | 1981 | 1992 | 1996 | 1998 | 2000 | 2002 | 2004 | 2006 |
| ---- | ---- | ---- | ---- | ---- | ---- | ---- | ---- | ---- | ---- | ---- | ---- |
| 268  | 248  | 245  | 218  | 259  | 381  | 420  | 419  | 420  | 364  | 330  | 295  |